# Evolvulus choapanus
Evolvulus choapanus är en vindeväxtart som beskrevs av A. Mcdonald. Evolvulus choapanus ingår i släktet Evolvulus och familjen vindeväxter. Inga underarter finns listade i Catalogue of Life.